# Benny Nielsen (labdarúgó, 1951)
Benny Nielsen (Frederiksværk, 1951. március 17. –) válogatott dán labdarúgó, csatár, edző.

## Pályafutása

### Klubcsapatban
1970–71-ben az AB labdarúgója volt. 1971 és 1981 között Belgiumban játszott. 1971 és 1974 között a Cercle Brugge, 1974 és 1977 között a Molenbeek, 1977 és 1981 között az Anderlecht játékosa volt. A Molenbeekkel és az Anderlechttel egy-egy belga bajnoki címet nyert. Tagja volt az Anderlecht 1977–78-as KEK-győztes csapatának. 1981–82-ben a francia Saint-Étienne együttesében fejezte be az aktív játékot.

### A válogatottban
1970 és 1980 között 28 alkalommal szerepelt a dán válogatottban és hét gólt szerzett.

### Edzőként
2012-ben a Greve Fodbold vezetőedzőjeként dolgozott.

## Sikerei, díjai
Molenbeek
- Belga bajnokság
  - bajnok: 1974–75

 Anderlecht
- Belga bajnokság
  - bajnok: 1977–78
- Kupagyőztesek Európa-kupája (KEK)
  - győztes: 1977–78
- UEFA-szuperkupa
  - győztes: 1978